# Katolícke noviny
Katolícke noviny jsou slovenský katolický týdeník, založený v roce 1849 a od roku 1870 (s výjimkou let 1951-1989) vydávaný Spolkem svätého Vojtecha.
První číslo bylo vydáno v Pešti 7. listopadu 1849. V roce 1857 byly sloučeny s časopisem Cyrill a Method a nově vycházely pod názvem Cyrill a Method – Katolícke noviny pre Cirkev, dom a školu. V roce 1870 převzal jejich vydávání nově vzniklý Spolok svätého Vojtecha opět jako Katolícke noviny, byly vydávány postupně ve Skalici, Trnavě a Bratislavě. Během komunistického režimu převzalo v letech 1951 až 1989 nuceně jejich vydávání Cirkevné nakladateľstvo.